# Corconne
Corconne é uma comuna francesa na região administrativa de Occitânia, no departamento de Gard. Estende-se por uma área de 12,98 km². Em 2010 a comuna tinha 575 habitantes (densidade: 44,3 hab./km²).